# Uralkodó
Uralkodónak vagy monarchának nevezzük a monarchikus államformájú államok vagy országok vezetőjét, államfőjét, függetlenül attól, hogy tisztségét örökléssel, beházasodással, vagy országgyűlés által megválasztva nyeri el, és függetlenül attól is, hogy nemesi származású-e. Az uralkodói cím birtokosa egyaránt lehet szuverén vagy nem szuverén államnak a feje.

## Uralkodói címek
császár, cár, szultán, király, fáraó, fejedelem, despota, főherceg, herceg (amennyiben önálló fő/hercegség fejei), illetve kalifa, kán, sáhansáh, sah, emír, sejk, maharadzsa, radzsa, kagán, padisah, négus, inka, pápa stb.

## Uralkodói jelképek
Az uralkodók tisztségének leggyakoribb jelei a koronázási jelvények:
- korona, mely fejen hordott ékszer,
- koronázási palást,
- jogar (a bírói hatalom jelképe)
- kard, szablya, lándzsa, buzogány (a katonai erő jelképei)
- a keresztény hagyományú országokban: országalma, feszület (kereszt)

stb.

## Monarcháknapjainkban
| Neve                                                        | Született | Uralkodói címe | Trónra lépése | Öröklés rendje | Trónörökös                                                 |
| ----------------------------------------------------------- | --------- | --- | ------------- | --- | ---------------------------------------------------------- |
| III. Károly                                                 | 1948      | Antigua és Barbuda királya Ausztrália királya Bahama-szigetek királya Belize királya Kanada királya Grenada királya Jamaica királya Új-Zéland királya Pápua Új-Guinea királya Saint Kitts és Nevis királya Saint Lucia királya Saint Vincent királya A Salamon-szigetek királya Tuvalu királya Az Egyesült Királyság királya Normandia Hercege Man-sziget Lordja | 2022          | Primogenitúra | Wales hercege                                              |
| Sallehuddin                                                 | 1942      | Kedah szultánja (Malajziában) | 2017          | Örökletes |                                                            |
| VI. Tupou                                                   | 1959      | Tonga királya | 2012          | |                                                            |
| Hassanal Bolkiah                                            | 1946      | Brunei szultánja | 1967          | |                                                            |
| Misuzulu Zulu                                               | 1974      | A zuluk királya (Dél-Afrikában) | 2021          | |                                                            |
| Dzsigme Keszar Namgyal Vangcsuk                             | 1980      | Bhután királya | 2006          | |                                                            |
| X. Frigyes                                                  | 1968      | Dánia királya | 2024          | Primogenitúra | Keresztély dán herceg                                      |
| XVI. Károly Gusztáv                                         | 1946      | Svédország királya | 1973          | Primogenitúra | Viktória koronahercegnő                                    |
| Abdullah szultán                                            | 1959      | Pahang szultánja (Malajzia) | 2019          | Örökletes |                                                            |
| Hamad ibn Muhammad as-Sarki                                 | 1949      | Fudzsejra emírje (Egyesült Arab Emírségek) | 1974          | |                                                            |
| VI. Fülöp                                                   | 1968      | Spanyolország királya | 2014          | Örökletes | Asztúria hercegnője                                        |
| Misál                                                       | 1940      | Kuvait emírje | 2023          | |                                                            |
| V. Muhammad kelantani szultán                               | 1969      | Kelantan Szultánja (Malajzia) | 2010          | Örökletes |                                                            |
| Vilmos Sándor holland király                                | 1967      | Hollandia királya | 2013          | Primogenitúra | Oránia hercegnője                                          |
| Alhaji Muhammadu Kabir Usman                                | ?         | Katsina emírje (Nigéria) | 1981          | |                                                            |
| Saud ibn Rashid Ál Mualla                                   | 1952      | Umm al-Kajvajn emírje (Egyesült Arab Emírségek) | 2009          | |                                                            |
| Ibrahim                                                     | 1958      | Johor szultánja (Malajzia) | 2010          | Örökletes |                                                            |
| Humajd ibn Rásid Ál Nuajmi                                  | 1931      | Adzsmán emírje (Egyesült Arab Emírségek) | 1981          | |                                                            |
| III. Mswati szváziföldi király                              | 1968      | Szváziföld királya | 1986          | |                                                            |
| III. Szultán ibn Muhammad al-Kászimi                        | 1939      | Sardzsa emírje (Egyesült Arab Emírségek) | 1987          | |                                                            |
| II. János Ádám                                              | 1945      | Liechtenstein hercege | 1989          | Örökletes | Alajos liechtensteini trónörökös                           |
| Naruhito                                                    | 1960      | Japán császár | 2019          | | Akisino herceg                                             |
| Mohammed bin Rásid Ál Maktúm                                | 1949      | Dubaj emírje (Egyesült Arab Emírségek) | 2006          | |                                                            |
| V. Harald                                                   | 1937      | Norvégia királya | 1991          | Primogenitúra | Haakon Magnus koronaherceg                                 |
| Muwenda Mutebi                                              | 1955      | Buganda királya (Uganda) | 1993          | |                                                            |
| Fülöp                                                       | 1960      | A belgák királya | 2013          | Primogenitúra | Brabant hercegnője                                         |
| Solomon Gafabusa Iguru                                      | 1949      | Bunyoro-Kitara királya (Uganda) | 1994          | |                                                            |
| Emmanuel Macron                                             | 1977      | Andorra francia Társfejedelme | 2017          | A francia nép választja | Nincs                                                      |
| Tamím katari emír                                           | 1980      | Katar emírje | 2013          | |                                                            |
| III. Letsie                                                 | 1963      | Lesotho királya | 1996          | |                                                            |
| Mizan Zainal Abidin                                         | 1962      | Terengganu szultánja (Malajzia) | 1998          | Örökletes |                                                            |
| II. Abdullah                                                | 1962      | Jordánia királya | 1999          | Az uralkodó választja utódát | Husszein herceg                                            |
| VI. Mohammed                                                | 1963      | Marokkó királya | 1999          | |                                                            |
| Henrik                                                      | 1955      | Luxemburg nagyhercege | 2000          | Primogenitúra | Vilmos trónörökös                                          |
| Sharafuddin Idris Shah                                      | 1945      | Selangor szultánja (Malajzia) | 2001          | Örökletes |                                                            |
| Joan-Enric Vives i Sicília                                  | 1949      | Andorra püspöki társfejedelme | 2003          | Kinevezés | Nincs                                                      |
| Tuanku Syed Sirajuddin                                      | 1943      | Yang di-Pertuan Agong (Malajzia királya) | 2001          | A helyi uralkodók közül választják | Terengganu szultánja, ha az ország trónján lejár mandátuma |
| Tuanku Syed Sirajuddin                                      | 1943      | Perlis rádzsája (Malajzia) | 2000          | Örökletes |                                                            |
| Hamad ibn Ísza Ál Halífa                                    | 1950      | Bahrein királya | 2002          | |                                                            |
| Norodom Szihamoní                                           | 1953      | Kambodzsa királya | 2004          | A 9 tagú királyválasztó tanács választja |                                                            |
| II. Tomasi Kulimoetoke Soane Patita Maituku Visesio Moeliku |           | Wallis és Futuna kaveluája | 2004          | Wallis és Futuna Franciaország tengerentúli területe, de elismerik a három helyi királyságot, amelyek uralkodóit a törzsi tanács választja meg. |                                                            |
| Mohamed bin Zájed Ál Nahaján                                | 1961      | Abu-Dzabi emírje, az Egyesült Arab Emírségek elnöke | 2022          | |                                                            |
| II. Albert                                                  | 1958      | Monaco hercege | 2005          | Primogenitúra | Jakab monacói trónörökös                                   |
| Szalman                                                     | 1935      | Szaúd-Arábia királya | 2015          | A család választ | Mohamed bin Szalmán asz-Szaúd                              |
| Ferenc                                                      | 1936      | pápa (A Vatikán szuverén uralkodója) | 2013          | A bíborosok választják meg a konklávén. |                                                            |
| Hajszam                                                     | 1954      | Omán szultánja | 2020          | |                                                            |